# 第87回皇后杯全日本バスケットボール選手権大会
第87回皇后杯 全日本バスケットボール選手権大会（だい87かいこうごうはい ぜんにほんバスケットボールせんしゅけんたいかい）は、2020年11月から12月にかけて開催された皇后杯全日本バスケットボール選手権大会。ENEOSが決勝でトヨタ自動車を破り、8大会連続25回目の優勝を達成した。

## 概要
今大会より男子女子同時だった決勝が別日程となった。新型コロナウイルス感染症拡大の影響により縮小開催となり、皇后杯は、Wリーグ全12チームと都道府県代表8チームの計20チームが出場。11月28日から2日間かけて1次ラウンドを行い、勝ち上がった8チームで改めてファイナルラウンドを行う。
- 主催 - 日本バスケットボール協会[2]。
- 共催 - 共同通信社
- 1次ラウンド・ファイナルラウンド主管 - 日本バスケットボール協会
- 協賛 モルテン、日本生命、朝日新聞社、三井不動産

### 1次ラウンド
- 日程 - 2020年11月28日から29日
- 会場
  - 神奈川大会 - トッケイセキュリティ平塚総合体育館（神奈川県平塚市）
  - 愛知大会 - スカイホール豊田（愛知県豊田市）
  - 大阪大会 - 岸和田市総合体育館（大阪府岸和田市）

- 参加チーム
  - 20チーム 都道府県代表8チーム+Wリーグ12チーム

### ファイナルラウンド
- 日程 - 2020年12月16日から12月20日
- 会場
  - 国立代々木競技場第二体育館（東京都渋谷区）

- 参加チーム
  - 8チーム 1次ラウンドで勝利し、ファイナルラウンドに進出した8チーム

## 出場チーム
Wリーグ
- ENEOSサンフラワーズ
- 三菱電機コアラーズ
- トヨタ自動車アンテロープス
- デンソーアイリス
- トヨタ紡織サンシャインラビッツ
- 東京羽田ヴィッキーズ

- 富士通レッドウェーブ
- シャンソン化粧品 シャンソンVマジック
- 日立ハイテク クーガーズ
- アイシン・エィ・ダブリュ ウィングス
- 山梨クィーンビーズ
- 新潟アルビレックスBBラビッツ

都道府県代表
- 秋田銀行RED ARROWS
- 福井県立足羽高校
- 滋賀銀行Lake Venus
- 大阪人間科学大学

- 紀陽銀行ハートビーツ
- 日立笠戸
- 日本経済大学
- ひらまつ病院

## 試合結果

### 1次ラウンド
1回戦
- 足羽高校 39-130 日立ハイテク
- 新潟 69-78 秋田銀行
- 山梨 80-58 滋賀銀行
- アイシンAW 84-61 紀陽銀行

2回戦
- 東京羽田 64-85 日立ハイテク
- 富士通 110-45 秋田銀行
- 三菱電機 84-33 日本経済大学
- トヨタ自動車 123-33 ひらまつ病院
- デンソー 77-56 山梨
- トヨタ紡織 80-61 大阪人間科学大学
- ENEOS 116-56 日立笠戸
- シャンソン化粧品 64-72 アイシンAW

### ファイナルラウンド
準々決勝
| 12月16日 17：00 |

|  |

| ENEOS 78, 富士通 59 |

| 12月16日 19：00 |

|  |

| デンソー 85, トヨタ紡織 73 |

| 12月17日 17：00 |

|  |

| 三菱電機 79, 日立ハイテク 83 |

| 12月17日 19：00 |

|  |

| アイシンAW 65, トヨタ自動車 98 |

準決勝
| 12月19日 17：00 |

|  |

| ENEOS 78, デンソー 62 |

| 12月19日 19：00 |

|  |

| 日立ハイテク 67, トヨタ自動車 78 |

決勝
| 12月19日 19：00 |

|  |

| ENEOS 87, トヨタ自動車 80                      |
| クォーター・スコア: 18-27, 23-20, 23-16, 23-17 |

## 個人賞

### MVP
- 宮澤夕貴（ENEOS・2大会ぶり3回目）

### ベスト5
- 宮崎早織（ENEOS・初受賞）
- 宮澤夕貴（ENEOS・5大会連続5回目）
- 馬瓜エブリン（トヨタ自動車・2大会ぶり2回目）
- 安間志織（トヨタ自動車・初受賞）
- 谷村里佳（日立ハイテク・初受賞）